# Anagrina
Anagrina is een geslacht van spinnen uit de  familie van de Prodidomidae.

## Soorten
- Anagrina alticola Berland, 1920
- Anagrina nigritibialis Denis, 1955